# Estniska flygvapnet
Estniska flygvapnet (estniska: Eesti õhuvägi) är Estlands flygstridskrafter och utgör en del av Estlands försvarsmakt. Det estniska flygvapnet saknar stridande enheter och är helt inriktat mot luftövervakning samt att tillhandahålla nödvändig infrastruktur och logistik för basering av allierade flygstridskrafter. Försvaret av Estlands luftrum utförs av andra NATO-länders flygvapen inom ramen för Baltic Air Policing. 

## Organisation
Estniska flygvapnet leds av dess högkvarter som är baserat i Tallinn och består i övrigt av Ämari flygbas och Luftövervakningsflottiljen.

### Ämari flygbas
Ämari flygbas är en enhet inom det estniska flygvapnet och landets enda aktiva flygbas. Flygbasen anlades under den sovjetiska ockupationen och upprättades som enhet inom det estniska flygvapnet 1997. Enhten Ämari flygbas som står under en överstelöjtnants befäl består av bascentralen, flygledningscentralen, flygvapnets logistikgrup och flygvapnets utbildningscentrum. På Ämari flygbas baseras allt estniskt flyg samt stridsflyg från NATO som deltar i Baltic Air Policing, basen används också som utgångspunkt för transporter av estnisk trupp till internationella insatser. På basen är flygvapnets enda egna luftfartyg baserade. 

### Luftövervakningsflottiljen
Luftövervakningsflottiljen som upprättades 1998 och är lokaliserat till Ämari flygbas har till uppgift att övervaka det estniska luftrummet. Flottiljen består av tre grupper. Ingenjörs- och teknikgruppen består av fem radiostationer i olika delar av Estland som tillhandahåller en lägesbild av luftrummet, denna förmedlas till luftförsvarscentralen som är stationerad vid Ämeri flygbas som sammanställer luftlägesbilden. Den tredje gruppen är detacherad till Lettland och samverkar där tillsammans med de övriga baltiska länderna för att tillhandahålla ett samlat stöd till NATO-insatser i området.

## Materiel
Det estniska flygvapnet förfogar över fyra flygplan och fyra helikoptrar för övnings- och transportbruk. Samtliga är baserade på Ämari flygbas.
| Modell             | Bild              | Ursprungsland     | Typ                 | Beteckning        | Antal             | Noter                           |
| Transportflygplan  | Transportflygplan | Transportflygplan | Transportflygplan   | Transportflygplan | Transportflygplan | Transportflygplan               |
| ------------------ | ----------------- | ----------------- | ------------------- | ----------------- | ----------------- | ------------------------------- |
| M28 Skytruck       |                   | Polen             | Transport           |                   | 2                 | Ersättning för två Antonov An-2 |
| Helikoptrar        |                   |                   |                     |                   |                   |                                 |
| Robinson R44       |                   | USA               | Transporthelikopter | R-44              | 4                 |                                 |
| Skolflygplan       |                   |                   |                     |                   |                   |                                 |
| Aero L-39 Albatros |                   | Tjeckoslovakien   | Skolflygplan        | L-39C             | 2                 |                                 |